# Dinodocus
Genre
Dinodocus (« rayon terrible ») est un genre fossile de dinosaures sauropodes, de la famille des Brachiosauridae. Il est désormais généralement considéré comme un nomen dubium, non représenté par une quelconque espèce.

## Historique
L'holotype, découvert en 1840 par Henry Bean Mackeson (1812-1894), est décrit par Richard Owen en 1841 comme « des parties du corocoïde, de l'humérus et du cubitus, des os iliaques, ischiatiques et pubiens, une grande partie de la tige d'un fémur, des parties d'un tibia et d'un péroné, et plusieurs os métatarsiens ». Owen le classe alors dans un genre de pliosaures provisoire, Polyptychodon. 
En 1850, Gideon Mantell attribue le spécimen à Pelorosaurus mais, en 1884, Richard Owen place ces fossiles dans un genre distinct, Dinodocus. 
En 1908, Dinodocus a été de nouveau synonymisé avec Pelorosaurus, cette fois par Arthur Smith Woodward. En 2004, Paul Upchurch a validé le genre Dinodocus.
Une espèce nommée Dinodocus mackesoni, représentée par quelques os fossiles du groupe Lower Greensand (en) du  Crétacé inférieur de Hythe (Kent, Angleterre), a été parfois placée dans le genre Pelorosaurus (Mantell, 1850), toutefois une étude d'Upchurch et al. en 2004 a conclu que Dinodocus est un nomen dubium.

## Systématique
Le nom valide complet (avec auteur) de ce taxon est Dinodocus Owen, 1884.
Ce genre n'est actuellement plus représenté.